# 非常目击
《非常目击》是2020年首播的中国大陆网络剧，由杨苗执导，宋洋、袁文康、尤靖茹、焦刚等主演。该剧是爱奇艺迷雾剧场的第三部作品。